# Egidio Forcellini
Egidio Forcellini est un prêtre et philologue italien né à Fener près de Belluno le 26 août 1688, et mort le 5 avril 1768 à Padoue.

## Biographie
Issu d'une famille très pauvre il entra au séminaire de Padoue où il fut l'élève de Jacopo Facciolati. Il consacra toute sa vie à rédiger, d'après un plan arrêté de concert avec son maître, le savant dictionnaire latin-italien-grec Totius latinitatis Lexicon. C'est Facciolati qui établissait le plan détaillé des ouvrages et qui se chargeait des révisions, tandis que son élève Forcellini compilait les matériaux et les mettait en ordre.
Demeurant simple confesseur au séminaire de Padoue il renonça à une carrière ecclésiastique et notamment à la direction du séminaire de Belluno pour se consacrer à son Dictionnaire dont le frontispice est : "Expertus disces quam gravis iste labor - seule l’expérience te fait comprendre tout le poids de ce travail" ;  cette image montre un homme apparemment triste qui travaille.

## Éditions et rééditions du Totius latinitatis Lexicon
- Publié à Padoue en 1771, 4 volumes in-folio
- Réimprimé en 1805
- Augmenté d'un supplément en 1816, Padoue, 1 volume in-fol.
- Réédité à Padoue, 1827-1837, 4 volumes in-4, par Giuseppe Furlanetto (de), qui y a fondu les suppléments et y a fait de nombreuses additions
- Plusieurs fois réimprimé depuis, notamment à Venise et à Padoue, par Francisco Corradini, 1858-1860.